# Otto von der Decken (Politiker)

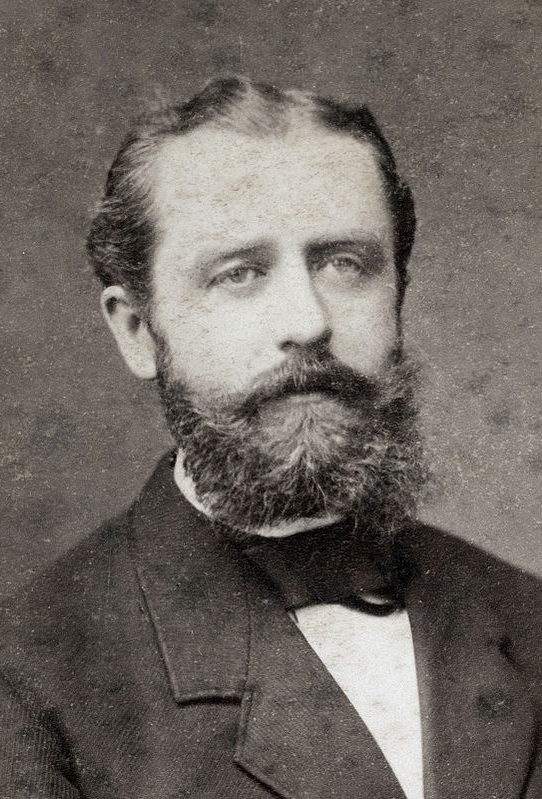
Otto von der Decken

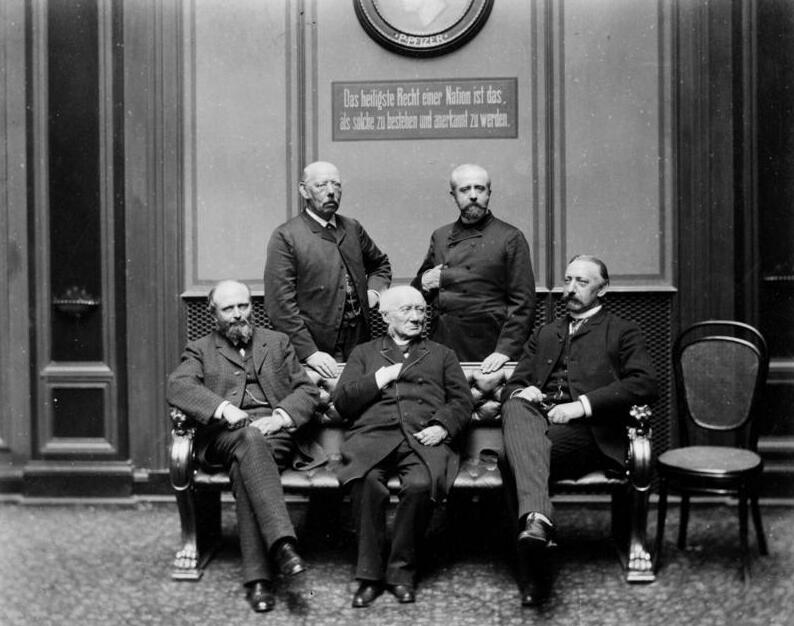
Abgeordnete der DHP-Gruppe um Ludwig Windthorst (Mitte) im Reichstagsgebäude, Otto von der Decken hinten rechts, im Foyer des Reichstages (1889)

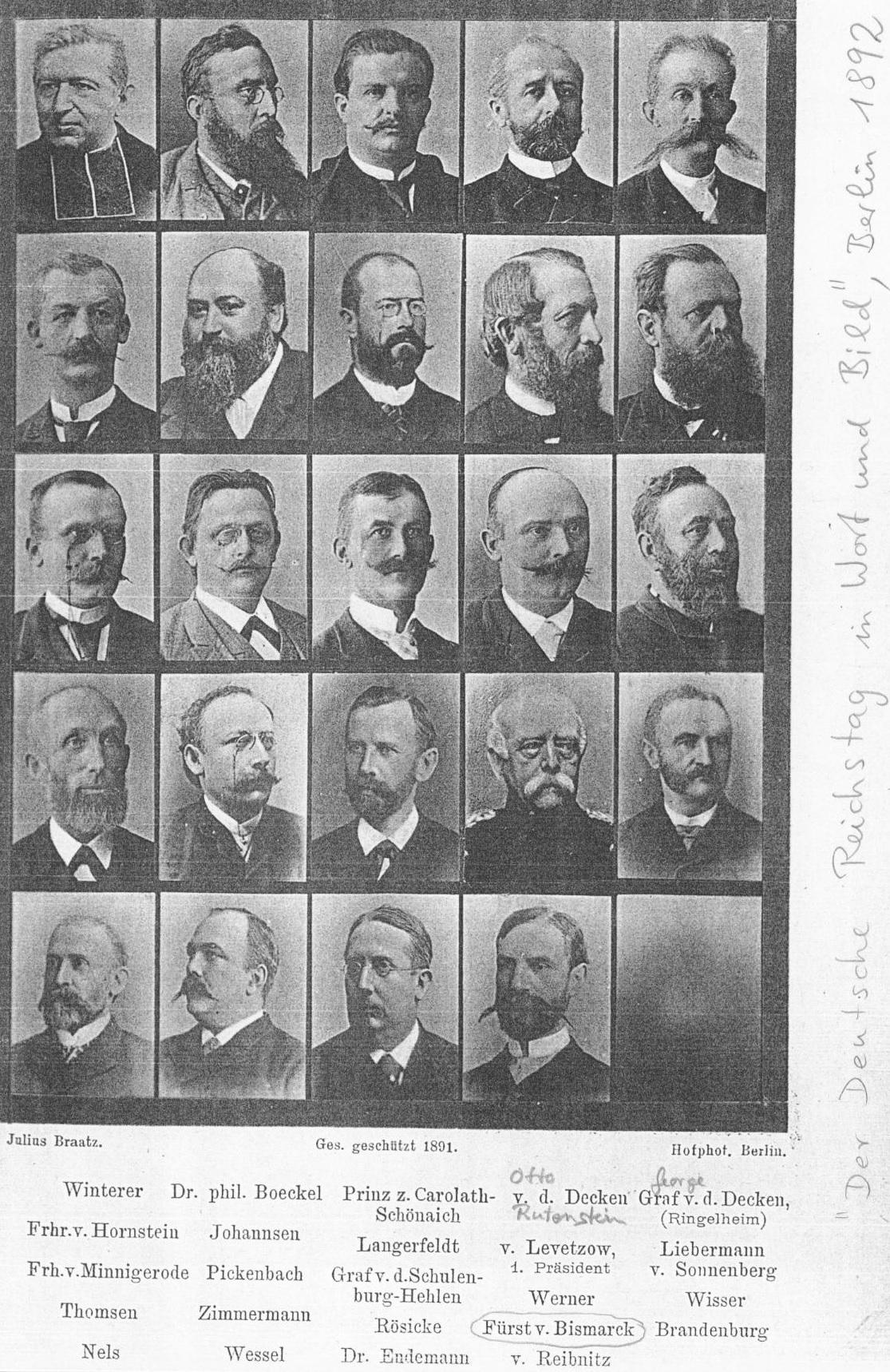
Der deutsche Reichstag in Wort und Bild von Julius Braatz 1892 – oben rechts Otto und Graf Georg von der Decken

Otto Burchard Emil von der Decken (* 22. November 1839 in Stade; † 14. Oktober 1916 in Holenwisch) war als Anhänger der Welfen Mitglied des Reichstags, gehörte aber keiner Fraktion an.

## Leben
Er war der Sohn des hannoverschen Staatsministers Friedrich von der Decken und der Auguste Amalia von der Beck. Er besuchte die Schulen in Lüneburg und Alfeld und die Universitäten Heidelberg und Göttingen. Als Jurastudent in Heidelberg wurde er Mitglied des Corps Vandalia Heidelberg.
1863 wurde er hannoverscher Auditor, 1867 Gerichtsassessor, 1869 Amtsrichter und 1874 Mitglied des Obergerichts Göttingen. Im folgenden Jahr verließ er den Staatsdienst und war von 1875 bis 1885 Mitglied des Provinzial-Landtages von Hannover. 1881 wurde er von der Preußischen Ritterschaft zum Landschaftsrat gewählt. Dem Reichstag gehörte er von 1884 bis 1887 und von 1888 bis 1893 als Abgeordneter des Wahlkreises Hannover 14 (Celle, Peine, Gifhorn) an.
Als Abgeordneter lebte er in einer Wohnung im Central-Hotel in der Friedrichstraße in Berlin.
1879 heiratete er Anna Gräfin von der Schulenburg aus Hehlen. Sie hatten vier Kinder. 1881 erbte er das Rittergut Rutenstein bei Freiburg/Elbe.